# René Mayer
René Mayer (Parijs, 4 mei 1895 - aldaar, 13 december 1972) was een Frans politicus. Hij speelde een leidende rol in de Vierde Franse Republiek, waarbij hij in 1953 enkele maanden premier was. Hij was de tweede joodse regeringsleider (na Léon Blum)  die Frankrijk gekend heeft. Van 1955 tot 1958 was hij voorzitter van de Hoge Autoriteit van de Europese Gemeenschap voor Kolen en Staal (een voorloper van de Europese Unie).

## Begin van zijn loopbaan
René Mayer kwam uit een joodse familie, die verwant was aan de familie Rothschild. Zijn grootvader Michel Mayer was opperrabbijn van Parijs geweest, zijn vader zakenman. Hij studeerde letteren en rechten en diende tijdens de Eerste Wereldoorlog (1914-1918) als officier bij de artillerie. Hij raakte gewond. In 1920 werd hij ambtenaar bij de Raad van State.
Mayer was tijdens het interbellum zakenman en hield zich bezig met de invoer van steenkool uit Duitsland. In 1937 werd hij lid van het comité dat de oprichting van de Franse nationale spoorwegmaatschappij Société Nationale des Chemins de fer Français (SNCF) voorbereidde. Hij was ook betrokken bij de stichting van Air France. Tegelijkertijd was hij docent aan de prestigieuze École Libre des Sciences Politiques, bekend als "Sciences Po".

## Tweede Wereldoorlog
René Mayer werd in 1939 gemobiliseerd en leidde vervolgens een Franse missie over bewapening in Londen. In mei 1940 keerde hij naar Frankrijk terug en verbleef na de Frans-Duitse wapenstilstand van juni 1940 in het onbezette deel van Frankrijk.
Als prominent lid van de joodse gemeenschap voerde hij gesprekken met de Vichy-regering over de oprichting van een vereniging waar alle joden in Frankrijk verplicht lid van zouden moeten worden : de Union Générale des Israëlites de France (UGIF), die alle bestaande joodse verenigingen en sociale instellingen zou vervangen. Dat maakte deel uit van de antisemitische politiek van het Vichy-regime - los van de jodenvervolgingen van de nazi's - maar het werd aan de joden voorgesteld als een manier om hun eigen belangen beter te kunnen verdedigen. Hoewel Mayer niet negatief stond tegenover het idee, verzette hij en andere prominenten zich uiteindelijk tegen het voorgestelde project. Zijn voornaamste bezwaar was dat de joden die al generaties lang Frans staatsburger waren, binnen de UGIF op dezelfde voet zouden worden behandeld als de buitenlandse en de recentelijk genaturaliseerde joden in Frankrijk.
In 1943 wist Mayer naar Algiers te ontkomen, waar generaal Henri Giraud met de steun van het Amerikaanse leger de macht uitoefende. Giraud benoemde Mayer begin 1943 tot secretaris voor Communicatie binnen zijn bestuur. Hetzelfde jaar werd hij commissaris voor Communicatie en Koopvaardij binnen het Frans Comité voor Nationale Bevrijding, een fusie tussen het bewind van Giraud en de Vrije Fransen van generaal Charles de Gaulle. Na de bevrijding van Frankrijk was hij van 26 augustus 1944 tot 21 november 1945 minister van Transport en Openbare Werken in de door generaal de Gaulle geleide Voorlopige Regering van de Franse Republiek. Van 26 augustus 1944 tot 10 september 1944 was hij tevens minister van Communicatie.

## Naoorlogse carrière
Meteen na de oorlog (14945-1946) was Mayer als hoog commissaris-generaal voor Duitse en Oostenrijkse Zaken belast met de Franse bezette gebieden in Duitsland en Oostenrijk.
Nadat hij bij de verkiezingen voor de Constituante van 1945 niet n geslaagd was een zetel te veroveren in het departement Gironde, slaagde hij er het jaar daarop verkozen te worden in de (tweede) Constituante, en wel voor het Algerijnse departement Constantine. Hij zou tot 1955 dit departement in de Nationale Vergadering vertegenwoordigen. Hij werd een van de mest invloedrijke vertegenwoordigers van de belangen van de Pieds-noirs, de Europese kolonisten in Algerije, en de Franse bedrijven aldaar.
Van 1945 tot 1948 was hij minister van Financiën en Economische Zaken. Van 26 juli tot 11 september 1948 was hij korte tijd minister van Defensie. Vervolgens was hij van 1949 tot 1951 minister van Justitie. In die functie verleende hij in 1950 gratie aan de na de oorlog tot 10 jaar gevangenisstraf veroordeelde Xavier Vallat. Vallat was commissaris voor Joodse Vraagstukken van de Vichy-regering geweest. Van 1951 tot 1952 was hij vicepremier (Vice-Président du Conseil) en minister van Financiën en Economische Zaken in het kabinet onder premier René Pleven.

### Premier
Op 8 januari 1953 werd Mayer door president Vincent Auriol benoemd tot premier (Président du Conseil). Zijn kabinet bestond uit zijn eigen radicale partij, de christendemocratische Mouvement Républicain Populaire (MRP), de liberale Union Démocratique et Socialiste de la Résistance (UDSR), het conservatief-liberale Centre National des Indépendants et Paysans (CNIP) en Gaullistisch georiënteerde Action Républicaine et Sociale (ARS). Het kabinet wilde een verhoging van de pensioensgerechtigde leeftijd van werknemers in staatsbedrijven, een stijging van de prijzen voor alcoholische dranken, alsook een bezuiniging van 120 miljard franc. Daarnaast wilde de regering bijzondere volmachten om de financiële en economische crisis aan te pakken. Er bestond echter geen meerderheid in de Nationale Vergadering voor de regeringsplannen en Mayer diende na slechts vier maanden premier te zijn geweest, zijn ontslag in. Mayer en zijn demissionair kabinet bleven aan tot 28 juni 1953.
Mayer zou nadien nooit meer tot een regering behoren, maar hij bleef invloed hebben, vooral in Algerijnse zaken. Na het uitbreken van de Algerijnse oorlog (november 1954) steunde hij aanvankelijk de regering van Pierre Mendès France toen die verklaarde hard te zullen optreden tegen de opstandelingen. Maar in februari 1955 liet hij dezelfde regering vallen omdat ze de Algerijnse moslims meer rechten wilden geven, iets waar de Pieds-noirs tegen waren.

### VoorzitterEGKS
René Mayer was een overtuigd Europeaan. Reeds in 1943 werkte hij als lid van het CFLN een plan voor West-Europese integratie uit. In 1955 werd hij de tweede voorzitter van de Hoge Autoriteit van de Europese Gemeenschap voor Kolen en Staal (EGKS), als opvolger van Jean Monnet. Hij bleef in die functie tot begin 1958. Nadien zou hij nog actief zijn in de Europese beweging.

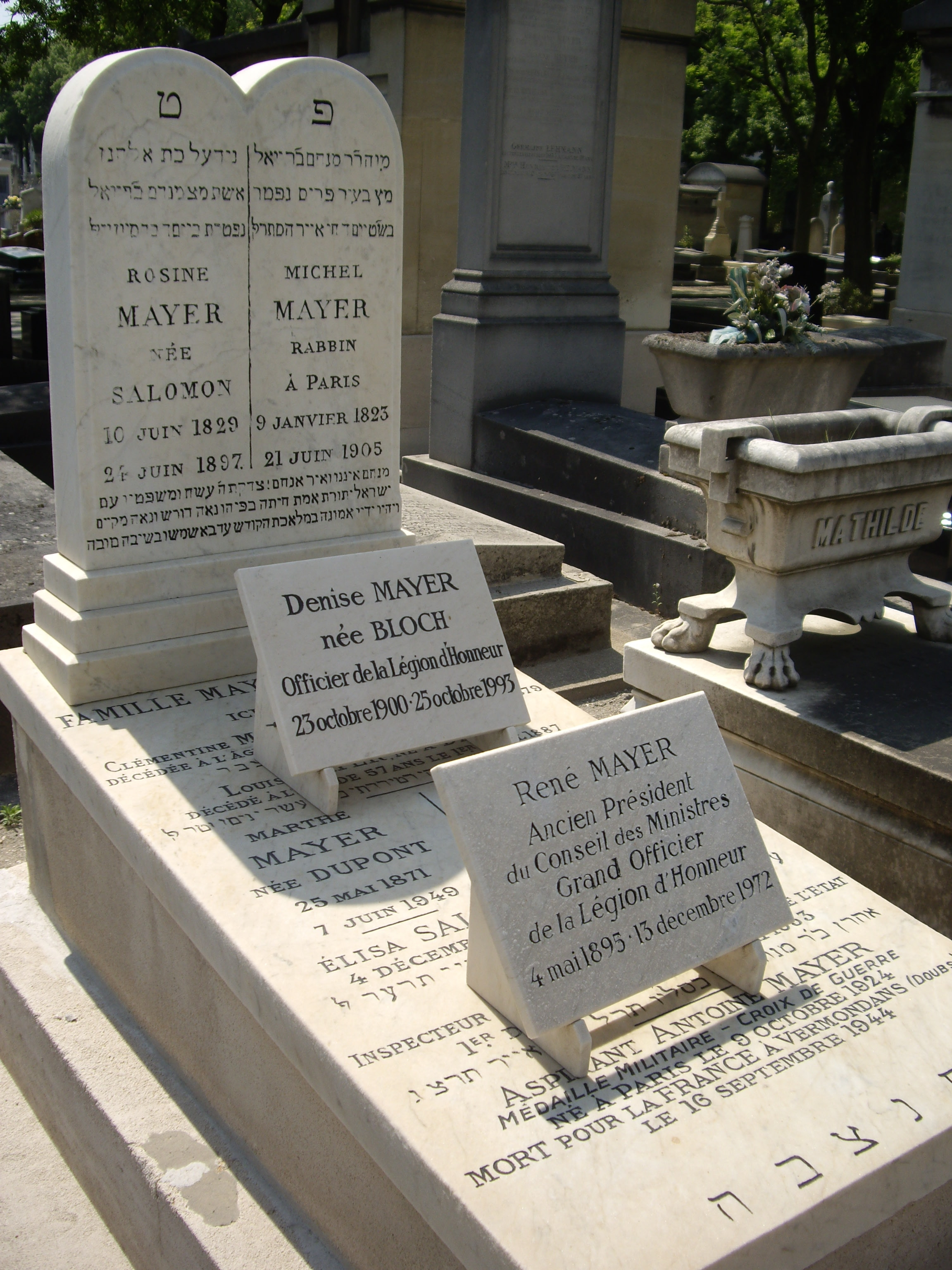
Graf van René Mayer op de begraafplaats van Montparnasse

## Andere functies
René Mayer was ook op departementeel en gemeentelijk vlak actief. Hij was burgemeester van Giverny (departement Eure), conseiller général (lid van de algemene raad) van het departement Eure en daarna algemeen raadslid van het departement Sétif (Algerije) en president van de generale Raad) van het departement Constantine).
Hij was ook ondervoorzitter van de Alliance israélite universelle, een in Frankrijk gevestigde internationale joodse culturele vereniging.
René Mayer overleed op 77-jarige leeftijd.

## Ministersposten
- Commissaris voor Communicatie en Transport (26 augustus - 10 september 1944)
- Minister van Transport en Openbare Werken (10 september 1944 - 21 november 1945)
- Minister van Financiën en Economische Zaken (24 november 1947 - 26 juli 1948)
- Minister van Defensie (26 juli - 11 september 1948)
- Minister van Justitie en Grootzegelbewaarder (29 oktober 1949 - 11 augustus 1951)
- Vicepremier en minister van Financiën en Economische Zaken (11 augustus 1951 - 20 januari 1952)
- Premier (8 januari - 28 juni 1953)